# Berserk: Millennium Falcon Hen Seima Senki no Shō
Pour les articles homonymes, voir Berserk (homonymie).
Berserk: Millennium Falcon Hen Seima Senki no Shō (ベルセルク 千年帝国の鷹篇 聖魔戦記の章) est un jeu vidéo d'action-aventure développé par Yuke's et édité par Sammy, sorti en 2004 sur PlayStation 2.

## Musique
Les singles Sign et Sign-3 proviennent de l'album Ash Crow.

## Accueil
- GameDaily : 6/10[1]